# Бій під Арколе
Битва під Арколе — одна з битв у ході Італійського походу Бонапарта, що тривала з 15 по 17 листопада 1796 року на лівому березі річки Адідже за 25 км на схід від Верони. У ній французька армія завдала поразки австрійським військам під командуванням Йозефа Альвінці, чия спроба зняти облогу Мантуї закінчилася невдачею.

## Попередні події
Незважаючи на поразку, завдану Вурмзеру у вересні, положення Італійської армії ставало тривожним. Підкріплень було недостатньо для заповнення втрат, викликаних не тільки багатомісячними боями, але і хворобами: в околицях оточеної болотами Мантуї була поширена малярія, від якої страждав і 28-тисячний гарнізон, і облягали його війська під командуванням Килмейна [en]. 16 жовтня Бонапарт, бажаючи припинити облогу, передав Вурмзеру пропозицію випустити гарнізон з міста, але той уже знав, що в Горіції збирається нова армія для його порятунку, і на пропозицію не відповів. Для прикриття облоги у Бонапарта залишалося близько 30 тисяч осіб: дивізія Вобуа в Тренто, дивізія Массена в Бассано і дивізія Ожеро в Вероні.
До кінця жовтня Австрія зібрала в Фріулі нову 28-тисячну армію під командуванням генерала Альвінці, ветерана Семирічної війни, а поразки французів у боях з військами ерцгерцога Карла в Німеччині дозволили довести чисельність тірольського корпусу Давідовіча до 18 тисяч. Передбачалося, що ці дві армії розіб'ють війська Бонапарта під Вероною, а звідти вирушать до Мантуї, чий взятий в облогу гарнізон також підтримає атаку.
Дізнавшись, що війська Альвінці прийшли в рух, Бонапарт наказав Вобуа атакувати Давідовіча і, відтіснивши австрійців до Ноймаркт, відправити 3 тисячі солдатів на підкріплення до основних сил. У той же час Массену слід відступати в сторону Віченци, а дивізії Ожеро — йти йому назустріч. Бонапарт сподівався зібрати на Бренті якомога більше військ і дати бій австрійській армії, виснажений довгим маршем.
Реалізувати ці плани не вдалося. Бонапарт сильно недооцінив чисельність військ Давідовіча, які до 5 листопада зайняли Тренто і змусили супротивника відступати вздовж Адідже. У той же час армія Альвінці перейшла Бренту. Французькі війська намагалися відкинути їх назад, але, втративши 3 тисячі людей, вимушені були відступити до Вероні, побоюючись дій з боку Давідовіча, в боях з якими Вобу втратив більше 4 тисяч чоловік. 11 листопада авангард армії Альвінці дістався до Кальдієро в 15 кілометрах від Верони. На наступний день французькі війська, незважаючи на проливний дощ і град, атаковали авангард австрійців, але змушені були повернутися в Верону, втративши ще 1800 чоловік.
У своєму листі Директорії від 14 листопада Бонапарт говорить про відсутність підкріплень і попереджає, що протягом тижня йому доведеться залишити облогу Мантуї і відводити свою армію за Адду: " Жубер, Ланн, Ланюсс, Віктор, Мюрат . . . поранені; ми кинуті посеред Італії ".

## Бій. День перший
Зранку 15 листопада французька армія вийшла до мосту у Арколе. Два батальйона хорватів з двома гарматами стояли там для охорони тилу своєї армії. Бівак хорватів спирався правим флангом на селище, лівим — на гирлі струмка і мав попереду фронту дамбу, від якої був відділений лише струмком. Стріляючи прямо перед собою, вони вражали у фланг центральну колону французів, авангард якої підійшов до Арколе. Колона поспішно відступила до місця, де поворот шосе рятував її фланг від вогню з лівого берега. Ожеро, обурений цим відступальним рухом свого авангарду, кинувся на міст на чолі двох гренадерських батальйонів; але, зустрінутий сильним вогнем з флангу, він відійшов до своєї дивізії. Альвінці не надав спочатку цьому факту великого значення, думаючи, що основний удар припаде на Верону, а це лише відволікаючий маневр; тому він обмежився лише відправкою розвідки, як до Верони, так і до Арколе. Однак його розвідка доносила, що під Вероною все спокійно, а розвідувальний загін в Арколе був зустрінутий щільним вогнем, тому він визнав за необхідне перш за все відкинути з боліт відволікаючі легкі війська французів. Одну дивізію, під командуванням Митровського, він направив на Аркольську дамбу, а іншу, під командуванням Провера, — на ліву дамбу. Близько 9 години ранку вони енергійно атакували французів. Массені була доручена ліва дамба. Дозволивши противнику наблизитися, він кинувся в багнетну атаку, відтіснив його, завдав йому багато втрат і взяв велику кількість полонених. Те ж саме відбулося на Аркольскій дамбі. Як тільки противник проник за вигін шосе, Ожеро зустрів його багнетною атакою і змусив утікати. Переможцю дісталися полонені і гармати; болота були покриті трупами.

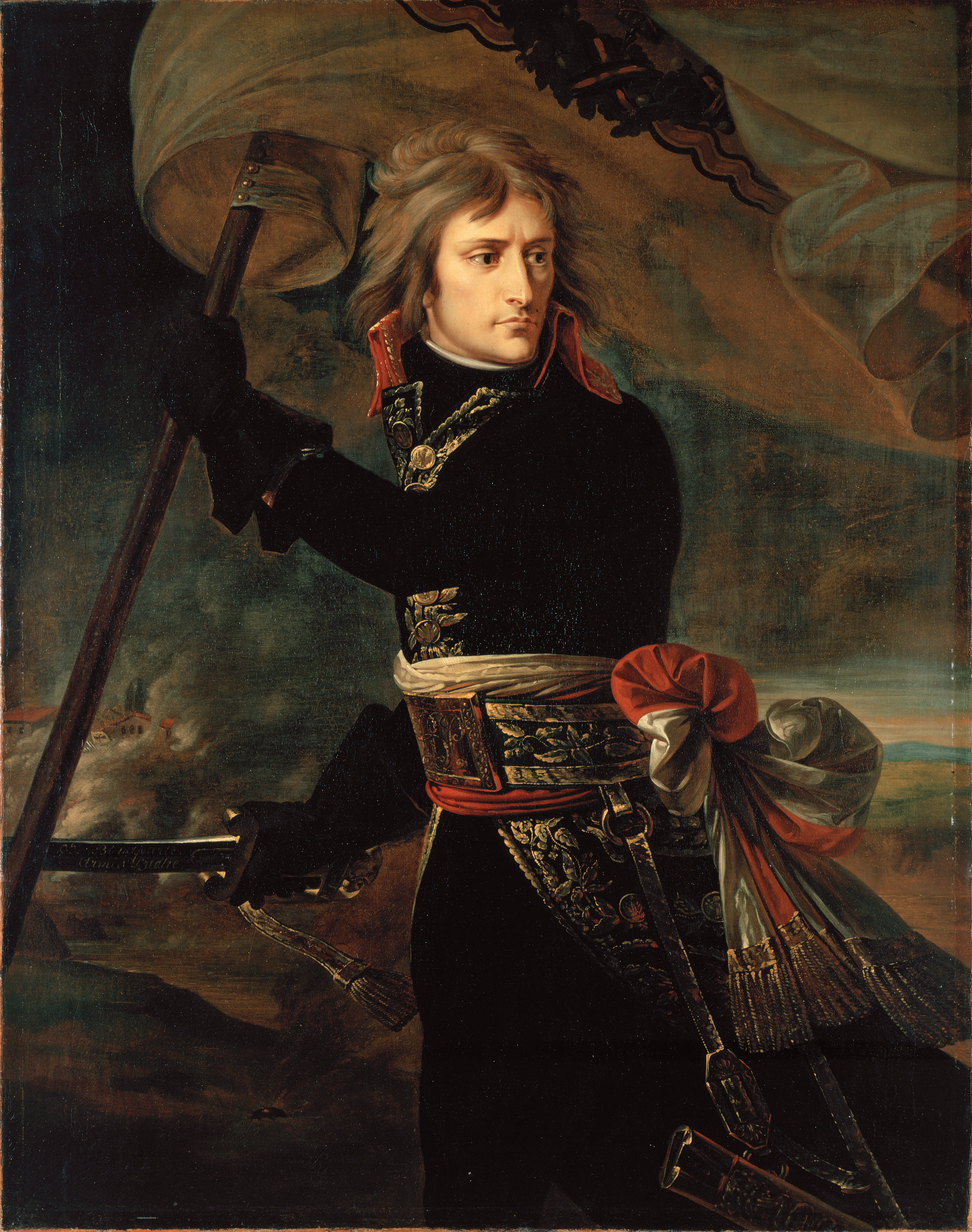
Гро, Антуан. Наполеон Бонапарт на Аркольскому мосту

Захоплення Арколе ставало надзвичайно важливою справою, тому що звідти, вийшовши в тили противника, було зручно захопити міст Вілланова на струмку Альпоне, що був єдиним шляхом відступу, і його потрібно було закріпити за собою раніше, ніж противник перебудується. Але, коли Арколе встояв проти ряду атак, Наполеон вирішив особисто провести останнє зусилля: він схопив прапор, кинувся на міст і поставив його там. Колона, якою він командував, пройшла вже половину моста; фланкуючий вогонь і прибуття нової дивізії до противника прирекли і цю атаку на невдачу. Гренадери головних рядів, покинуті задніми, завагалися. Однак, захоплені втікачами, вони не хотіли кинути свого генерала; вони взяли його за руки, за плаття і поволокли з собою серед трупів, вмираючих і порохового диму. Він був скинутий в болото і занурився в нього до пояса. Навколо нього снували солдати противника. Гренадери побачили, що їх генерал в небезпеці. Пролунав крик: "Солдати, вперед, на виручку генерала!" Ці хоробрі негайно ж повернули швидким кроком на противника, відкинули його за міст, і Наполеон був врятований.
Цього дня багато хто показав свою хоробрість. Ланн, який лікувався від колишніх ран і ще хворий, примчав до бою з Мілана. Ставши між ворогом і Бонапартом, він прикривав його своїм тілом, отримав три поранення, але ні на хвилину не хотів відійти. Мюірон, ад'ютант головнокомандувача, був убитий, прикриваючи тілом свого генерала. Бельяр, Віньоль були поранені серед солдатів, яких вони повели в атаку. Хоробрий генерал Робер, загартований в боях солдат, був убитий. Отже вороги обійшли Арколе. Але до цього часу Альвінці, ознайомившись з дійсним станом речей, усвідомив всю небезпеку своєї позиції. Він поспішно покинув Кальдіеро, зруйнувавши свої батареї, і переправив через міст всі свої обози і резерви. Таким чином австрійська армія, завдяки своєму поспішному відступу, уникла розгрому.
Близько 4 години селище Арколе було взято без пострілу, так тепер воно і не мало значення. З цим французи запізнилися на шість годин: противник зайняв вже свою природну позицію. Арколе було тепер не більше як проміжний пост між фронтами обох армій, тоді як вранці вони знаходилися в тилу у супротивника. Цей день увінчався великими результатами для французів: Кальдіеро було очищено, Вероні більше не загрожувала небезпека, дві дивізії Альвінці були розбиті і зазнали значних втрат, численні колони полонених і величезне число трофеїв пройшли через табір, викликаючи захоплення у солдатів і офіцерів. Кожен знову перейнявся довірою і почуттям перемоги.

## Бій. День другий

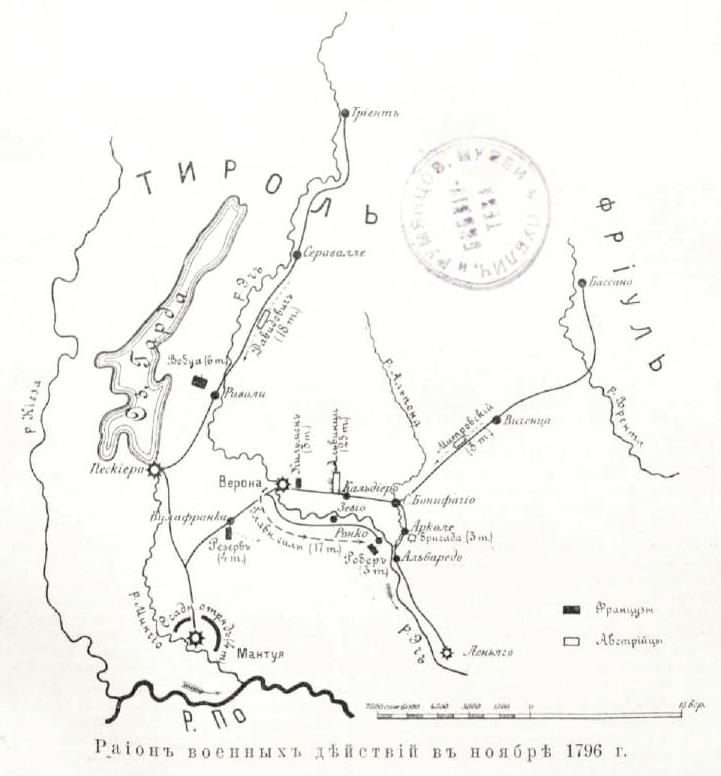
Малюнок зі статті " Арколе "
(" Військова енциклопедія Ситіна ")

Бонапарт, який побоювався дій з боку Давідовіча, розпорядився залишити Арколе, що коштувало стільки крові, і відвів армію на правий берег Адідже, щоб мати можливість прийти на допомогу Вобуа, залишивши на лівому березі тільки одну бригаду і кілька гармат. Він підготувався для відбиття можливих атак Давідовіча. Він залишив в Арколе запалені вогні на біваках, підтримувані дозорами авангарду, щоб Альвінці нічого не помітив. О 4 годині ранку війська стали в рушницю, але в ту ж саму хвилину прийшло донесення, що Давідовіч не рухався з місця.
Тим часом близько 3-ї години ранку Альвінці, дізнавшись про відступ французів, розпорядився зайняти Арколе і Порчіле і вдень направив дві колони по обидві гребелі. Зав'язалася перестрілка в 200 туазов від мосту Ронко. Французи кинулися до нього з багнетами напереваги, обрушилися на противника, розгромили його і енергійно переслідували до виходу з боліт, які були завалені тілами австрійців. Прапори, гармати і полонені стали трофеями цього дня, коли знову були розбиті ще дві австрійські дивізії. Увечері, слідуючи тим же мотивам і користуючись тими же комбінаціями, що і напередодні, головнокомандувач наказав той же самий рух — концентрацію всіх військ на правому березі Адідже, з залишенням на лівому березі тільки авангарду.
Цей день також увінчався успіхом, однак армія Альвінці все ще була досить сильною і небезпечною для французів.

## Бій. День третій

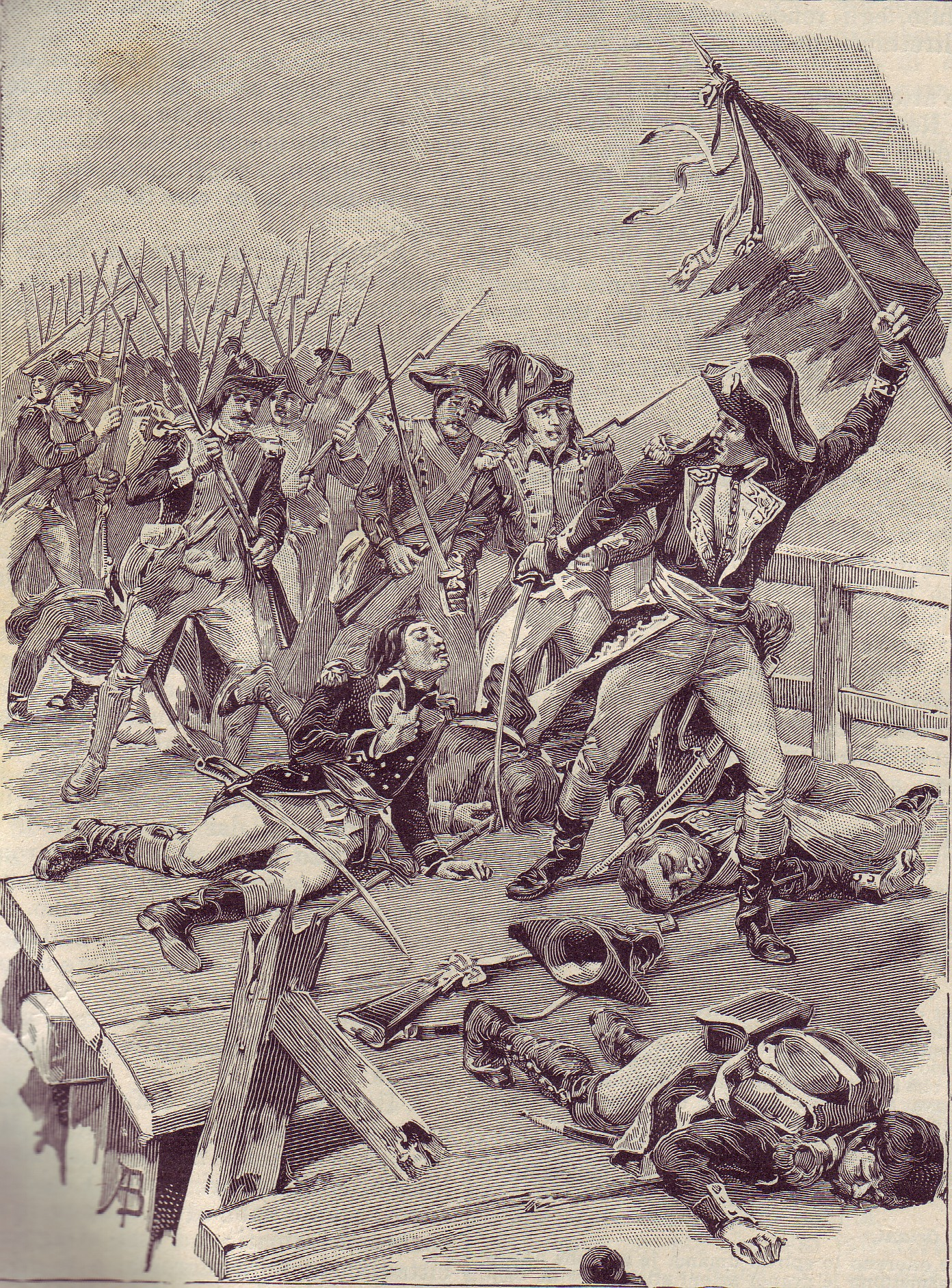
Бій при Арколе

Альвінці, введений в оману шпигуном, підісланим Бонапартом і запевняв, що французи рушили до Мантуї і залишили у Ронко тільки один ар'єргард, виступив до зорі зі свого табору. О 5 годині ранку французька головна квартира дізналася, що Давідовіч стоїть, не рухаючись. Армія перейшла назад через міст: головні колони обох армій зустрілися на середині греблі. Бій був завзятий, і результат його визначився не відразу. 75 полубригад були відкинуті. Кулі долітали до моста. Бонапарт розташував 32-у полубригади в засідці, уклавши її на землю в невеликій вербовій зарості, вздовж дамби, біля голови моста. Засада вчасно схопилася, справила залп, вдарила в багнети і скинула в болото зімкнуту колону противника в повному її складі. Це були 3000 хорватів; практично всі вони загинули.
Массена на лівому фланзі не раз потрапляв у важке становище, але він завжди йшов на чолі військ, піднявши капелюха на кінці своєї шпаги, як прапор, і справив жахливу різанину в протидійну йому дивізію
Після полудня Наполеон вважав, нарешті, що настав момент завершити битву, адже якби Вобу в цей же вечір був розбитий Давідовічем, то вночі довелося б рушити на допомогу йому і до Мантуї. Альвінці рушив би на Верону, йому дісталися б честь і плоди перемоги, а численні переваги, придбані за три дні, були б втрачені. Наполеон наказав вийти з боліт і приготуватися до атаки противника на рівнині. Битви цих трьох днів і їх результати настільки змінили моральний стан обох армій, що перемога французів була забезпечена. Армія перейшла по мосту, перекинутого через гирло Альпоне. О 2 годині пополудня французька армія вишикувалася в бойовий порядок, лівим флангом в Арколе і правим в напрямку на Порто-Леньяго. Правий фланг противника спирався на Альпоне, а лівий — на болота. Противник стояв по обидва боки дороги до Віченці. Помічник генерала Лорс був посланий з Леньяго з 600—700 чоловік, чотирма гарматами і 200 коней з метою обійти болота, до яких противник приєднався своїм лівим флангом. Близько 3 години, в ту хвилину, коли цей загін просувався вперед і жвава канонада почалася по всій лінії, а стрілки зійшлися врукопашну, командир ескадрону Еркюль отримав наказ вирушити з 25 гідами і чотирма трубачами крізь очеретяну хащу і атакувати край лівого ворожого флангу, як тільки леньягскій гарнізон почне обстрілювати його з тилу гарматним вогнем. Австрійська лінія була прорвана, і противник почав відступати. На поле битви не залишилося нікого, крім французів. Ворога переслідували весь вечір, і він зазнав великих втрат полоненими.

## Підсумок
Австрійська армія втратила за три дні боїв при Арколе більше 6 тисяч осіб, втрати французької армії склали близько 5 тисяч осіб.
Відступ Альвінці дозволило Бонапарту перекинути сили проти тірольського корпусу, дістався до Пастренго. Давідовіч отримав звістки, що французькі війська змусили фріульский корпус відступити і тепер прямують проти нього, і вирішив відводити свої сили назад уздовж Адідже. Дізнавшись, що Альвінці знову прямує в бік Верони, Давідовіч призупинив відступ, але виявилося, що війська Ожеро обійшли його зліва і загрожують відрізати йому шлях назад. Французький авангард дійшов до Пері, але Тірольському корпусу вдалося вийти з пастки і відступити в сторону Тренто, втративши понад 1800 чоловік. Дізнавшись про поразку Давідовіча, Альвінці наказав відводити свої війська за Бренту. Таким чином, третя спроба австрійців зняти облогу Мантуї закінчилася невдачею.